# Victor de Tornaco
Victor de Tornaco (Arlon, 5 de juliol de 1805 - Castell de Sanem, 26 de setembre de 1875), fou un polític i diplomàtic luxemburguès, fou el 4t primer ministre de Luxemburg durant set anys del 1860 al 1867, va ser com era habitual també a l'època ministre d'Afers Exteriors durant la mateixa data.

## Biografia
Els seus pares van ser Charles Auguste de Tornaco i Elisabeth de Berlo-Suys (1775-1856). Va estudiar a París a l'Escola Politècnica. Als anys posteriors a la Revolució belga de 1830 va donar suport a Guillem I, rei dels Països Baixos i Gran Duc de Luxemburg. De 1841 a 1848 va ser membre de l'Assemblea d'estats.
Va ser escollit per representar el cantó d'Esch-sur-Alzette a l'Assemblea Constituent, el 1848. De 1848 a 1856 va ser membre de la Cambra de Diputats, i des de 1857 fins a 1860 de la restablerta Assemblea d'estats.
Després de la dimissió de Charles-Mathias Simons, el 26 de setembre de 1860 va ser nomenat primer ministre i ministre d'Afers Exteriors i fins a 1864 també ministre de Transports. L'11 de maig 1867 Emmanuel Servais va signar el Tractat de Londres, que va tenir conseqüències de llarg abast per a Luxemburg.
El 3 de desembre 1867 el gabinet Tornaco va perdre una votació parlamentària. Havien estat acusats per l'oposició de prendre un paper massa passiu a les negociacions a Londres. Va ser succeït per Emmanuel Servais. Tornaco va ser del 3 desembre de 1867 fins al a 20 juny de 1872 membre del Consell d'Estat.
Va viure i morir al castell de Sanem, que va pertànyer a la seva família des de 1753 a 1950.